# Portlandia arctica
Portlandia arctica is een mariene tweekleppige.

## Beschrijving

### Schelpkenmerken
Net als alle protobranchia is er een taxodont slot.

### Habitat en levenswijze
Portlandia arctica leeft in koud zout water en verdraagt een sterke verzoeting. Daarom leeft de soort vaak (dus niet uitsluitend) in zeeën waar gletsjers in uitmonden waardoor veel smeltwater in zee terechtkomt.

### Fossiel voorkomen
Portlandia arctica spoelt zeldzaam aan als fossiel op stranden in de provincie Zeeland. De soort komt voor in de Formatie van Maassluis die dateert uit het (Tiglien en Pretiglien).
Het hier afgebeelde exemplaar komt uit de Formatie van Maassluis in een grondboring bij Noordwijk.
Tijdens de laatste glacialen (Weichselien, Saalien, etc.) heeft deze soort tijdens de periode waarin de landijskappen afsmolten een wijde verspreiding gekend in de toenmalige zeeën waarin het smeltwater terechtkwam. In het Oostzeegebied staat deze fase bekend als de Yoldiazee (Portlandia arctica werd vroeger tot het geslacht Yoldia gerekend).